# Theuns Kotzé
Theuns Kotzé (wym. [ˈtiəns ˈkotsə]; ur. 16 lipca 1987 r. w Karasburgu) – namibijski rugbysta występujący na pozycji łącznika ataku. Reprezentant kraju.

## Kariera uniwersytecka i klubowa
Kotzé w południowoafrykańskich rozgrywkach juniorskich po raz pierwszy wystąpił w 2005 roku, kiedy reprezentował Griquas w rozgrywkach Caraven Week do lat 18. Przez trzy kolejne sezony występował w drużynie Leopards (do lat 19 i 21). Następne trzy lata spędził na Uniwersytecie Północno-Wschodnim oraz w uniwersyteckiej drużynie Pukke w rozgrywkach  Varsity Cup. W 2010 roku grał dla Platinum Leopards w lidze regionów Currie Cup. Następnie Kotzé występował w drużynie Uniwersytetu w Johannesburgu.

## Kariera reprezentacyjna
Do reprezentacji Namibii po raz pierwszy został powołany w 2011 roku, a w barwach Welwitschias zadebiutował 15 czerwca tegoż roku, kiedy to zdobył 19 punktów w meczu przeciw Portugalii. Mimo braku doświadczenia na arenie międzynarodowej, został powołany do kadry na Puchar Świata, który w 2011 roku odbywał się w Nowej Zelandii. W pierwszym meczu na tym turnieju, a jednocześnie swoim drugim w niebieskiej koszulce reprezentacji, Kotzé zdobył 15 punktów. Wynik ten osiągnął strzelając Fidżi dwa rzuty karne (w tym jeden z ok. 55 metrów) oraz w ciągu pięciu minut trzy drop goale. Kotzé wychodził również w pierwszym składzie podczas kolejnych spotkań tych mistrzostw, zaliczając przyłożenie w spotkaniu z Samoa oraz podwyższenie w meczu z Walią. W sumie zdobył 24 punkty, co jak do tej jest pory najwyższą indywidualną zdobyczą punktową jakiegokolwiek reprezentanta Namibii podczas pojedynczego Pucharu Świata. Poprzedni rekord był o dwa punkty niższy i należał do obrońcy Leana van Dyka.
W 2011 roku występował także z reprezentacją Namibii w południowoafrykańskich rozgrywkach klubowych Vodacom Cup.

## Życie osobiste
Sportowymi idolami Kotzé są Lance Armstrong i Fourie du Preez. W Johannesburgu studiuje psychologię sportu. Wcześniej kształcił się kolejno w Laerskool Voorpos, Upington High School oraz na Uniwersytecie Północno-Wschodnim.